# 헤이룽장 대학
헤이룽장 대학(중국어 간체자: 黑龙江大学, 정체자: 黑龍江大學, 흑룡강대학)은 중화인민공화국 헤이룽장성 하얼빈에 있는 국립 대학이다. 1941년 산시성 옌안에서 중국항일군정대학 제3분교로 설립되어, 이후 여러 이름으로 개칭되었다가 1946년 하얼빈으로 옮겼고 1958년부터 현재의 이름으로 불리게 되었다.
중국에서 유일하게 만주어 과목이 개설되어 있으며, 러시아어 방면에서는 중국 최고로 인정받고 있다.